# 大葉大学
大葉大学（だいようだいがく、大葉大學、Da Yeh University）は、台湾彰化県にある私立総合大学。大学の略称は大葉。

## 歴史
| 年     | 月日   | 事項 |
| ------ | ------ | --- |
| 1990年 | 3月    | 「大葉工学院」として開校 |
| 1991年 | 8月    | 事業經營研究所大学院、食品工程研究所大学院を設置 |
| 1992年 | 8月    | 企業管理、資訊管理、環境工程の3学科と機械工程研究所大学院、電機工程研究所大学院を設置                                                                            |
| 1993年 | 8月    | 工業関係学系及資訊管理研究所大学院を設置 |
| 1994年 | 8月    | 視覚コミュニケーションデザイン学科、工業工程研究所大学院、工業デザイン学科研究所大学院を設置                                                                     |
| 1995年 | 8月    | 国際企業管理学科と会計情報学科を設置 |
| 1997年 | 8月    | 情報工程学科、自動車工学学科、食品醸造テクノロジー学科、情報管理学科、財務管理学科、販売流通管理学系科などを設置                                                 |
| 1997年 | 4月    | 台湾中部の大学として革新育成センター設立 |
| 1997年 | 8月1日 | 「大葉大学」と改称。工学院、デザイン芸術学院、管理学院を設置 |
| 1998年 | 5月    | 第29回全国大学運動会を行う |
| 1998年 | 8月    | 情報工学学科と工学関係研究所大学院を設置 |
| 1999年 | 8月    | 英文学科、国際企業管理研究所大学院、環境工学と機械自動化工研究所大学院を設置                                                                                     |
| 2000年 | 8月    | 応用日本語学科、運動事業管理研究所大学院、機械工程と自動車工学研究所大学院を設置                                                                                 |
| 2001年 | 6月    | 日本の明海大学と姉妹校提携を結ぶ |
| 2001年 | 8月    | 食品醸造テクノロジー学博士課程、管理研究所博士課程、運動事業管理学科を設置                                                                                       |
| 2002年 | 8月    | 電機工学科博士課程、造形芸術研究所大学院、会計情報研究所大学院、電信工学研究所大学院、生物産業テクノロジー研究所大学院、教育専業発展研究所を設置し、学科を再調整 |
| 2002年 | 1月    | 全国学校校長会議を行う |
| 2003年 | 7月    | 米国のブリッジポート大学と姉妹校提携を結ぶ |
| 2003年 | 8月    | 分子生物テクノロジー学科、応用外国語研究所大学院、運動事業管理学大学院研究所を設置し、学科を再調整                                                               |
| 2004年 | 8月    | 材料化学工学科、財務管理学科、薬用植物と保健学科などを設置 |
| 2005年 | 1月    | 台湾行政院「青年輔導委員会の職涯発展資源センター優等賞」を受賞                                                                                                   |
| 2006年 | 8月    | バイオテクノロジー資源学院を設置し、学科を再調整 |
| 2007年 | 10月   | チェコのプラハ・カレル大学と姉妹校提携を結ぶ |
| 2007年 | 10月   | 台湾実験研究院と提携を結ぶ |
| 2009年 | 2月    | ドイツのTUV NORD(ISO取得機関)から認証ISO27001取得 |
| 2009年 | 8月    | 日本の山口大学と姉妹校提携を結ぶ |
| 2009年 | 9月    | 台湾経済部「節約能源績優単位傑出賞」を受賞 |
| 2009年 | 12月   | 台湾国内で約107社の企業と「企業パートナー策略聯盟」を結ぶ |
| 2010年 | 2月    | 台湾教育部の大学優質教養課程計画で全国第1位 |
| 2010年 | 5月    | 中国青島科学技術大学と共に「第二回和文化書画芸術展」を行う |
| 2010年 | 7月    | 台湾教育部の大学優質教養課程計画で全国第1位を連覇 |
| 2010年 | 10月   | 台湾經濟部能源局の「節約能源績優傑出賞見学検討会」を行う |
| 2011年 | 6月    | 第四回海峡両岸私立大學校長論壇を行う |

## 組織
| | |
| - 工学部 - 電機工学科/大学院/博士課程 - 機械自動化工学科 - 機械工程大学院/博士課程 - 機電自動化研究所 - 自動車工学大学院 - 工業工学テクノロジー管理学系/大学院 - 環境工学科/大学院/博士課程 - 情報工学系/大学院 - 食品醸造テクノロジー学科 - 電信工学科 - 材料化学工学科 - 管理学部 - 管理研究所博士課程 - 情報管理学科/大学院 - 人材公共関係学科/大学院 - 国際企業管理学科/大学院 - 会計情報学科/大学院 - レジャー事業管理学科/大学院 - 運動事業管理学科/大学院 - 企業管理学科 - 事業経営研究所 - 教育専業発展研究所 - 財務管理学系科 - 販売流通管理学系科 | - デザイン芸術学院 - 工業デザイン学科 - デザイン研究所/大学院 - 視覚コミュニケーションデザイン学科 - 空間デザイン学科 - 造形芸術学科 - 外国語学部 - 応用外国語研究所/大学院 - 英文学科 - 応用日本語学科 - 応用ヨーロッパ語学科 - バイオテクノロジー資源学部 - 生物資源学科/大学院 - 生物産業テクノロジー学科/大学院/博士課程 - 分子生物テクノロジー学科/大学院 |

## 教員

### 歴代校長
| 代             | 氏名                                                   | 任期                 |
| -------------- | ------------------------------------------------------ | -------------------- |
| 工学院院長     | 劉水深博士(米国ノースウェスタン大学企業管理学博士)     | 1990.8月～1997.7月   |
| 初代、二代校長 | 劉水深博士(米国ノースウェスタン大学企業管理学博士)     | 1997.8月～2004.7月   |
| 代理校長       | 陳明造博士(米国オハイオ州立大学畜産学博士)             | 2004.8月～2004.9月   |
| 第三代校長     | 洪敏雄博士(米国ノースカロライナ州立大学材料工程学博士) | 2004.10月～2006.7月  |
| 代理校長       | 梁卓中博士(国立清華大学動力機械学博士)                 | 2006.8月～2007.1月   |
| 第四代校長     | 顔鴻森博士(米国パデュー大学機械工程デザイン組博士)     | 2007.2月～2007.7月   |
| 代理校長       | 何偉真博士(米国フロリダ大学植物学博士)                 | 2007.8月～2007.9月   |
| 第五代校長     | 何偉真博士(米国フロリダ大学植物学博士)                 | 2007.10月～2010.10月 |
| 現任校長       | 武東星博士(国立中山大学電機工程学博士)                 | 2010.10月～          |

## 主な教員
- 小俣喜久雄 - 応用日本語学科教授

## 主な出身者
- 政界
  - 邱創進 - 中華民国立法委員。
  - 彭進明 - 空軍副参謀總長空軍二級上将。
  - 應亞明 - 国防部聯勤司令部政戦綜合組組長。
  - 魏明谷 - 中華民国立法委員。

- 企業界
  - 王秋玲 - 利碁国際企管顧問会社執行長。
  - 王遐昌 - 財団法人周祖孝文教基金会董事兼執行長。
  - 朱炳昱 - 台湾生命保険株式有限会社理事長、龍邦国際興業株式有限会社理事長。
  - 周明宇 - 耶宇有限会社理事長。
  - 林銘仁 - 鈺璽電気科学技術有限会社理事長。
  - 胡秋江 - 威健実業株式有限会社理事長。
  - 徐源德 - 真禾機電設備株式有限会社社長。
  - 翁景德 - 富德生技株式有限会社社長。
  - 陳敦仁 - 統振株式有限会社理事長。
  - 陳錫堯 - 怡利電子工業株式有限会社の副理事長。
  - 曾健民 - 聚成金銀珠寶有限会社理事長。
  - 楊金源 - 智悠実業株式有限会社理事長。
  - 葉國筌 - 精技コンピューター株式有限会社創立者と理事長。
  - 鄧鴻吉 - 福彦電子株式有限会社理事長。
  - 賴舜堂 - 元臺灣菸酒股份有限公司社長。
  - 簡江陵 - 茂順密封株式有限会社社長。
  - 龔詩哲 - 魏嘉國際（Vega Force Company）株式有限会社社長。
  - 趙子巖 - 金豐機械工業株式有限会社社長。
- 教育界
  - 江達隆 - 育達教育事業グループの創立者兼理事長。
  - 陳添旺 - 台中県の私立致用高等学校校長。
  - 謝智芳 - 超優教育事業機関社長。
  - 蘇昭旭 - 学者、大学教員、作家、鉄道研究家。電機工学修士課程修了。
- 芸能
  - 王宏恩 - 歌手、炎碼音樂製作会社責任者。
  - 張晋樵 - 歌手、校園快樂幫のメンバー。
  - 鄭美珠 - 画家、白鳥美術館の責任者。2010年總統教育賞を受賞。

## 姉妹校
| | |
| 米国 - ジョージア大学 The University of Georgia - ブリッジポート大学 University of Bridgeport - オハイオ州立大学 Ohio State University - ワッシュバーン市立大学 Washburn University - カリフォルニア州立大学ロングビーチ校 California State University, Long Beach - カリフォルニア州立大学フラトン校 California State University, Fullerton カナダ - ニューブランズウィック大学 University of New Brunswick - エミリー・カー美術大学 Emily Carr Institute of Art and Design - ヴィクトリア・カレッジ Victoria University, Toronto オーストラリア - アデレード大学 The University of Adelaide - スインバン大学 Swinburne University of Technology フランス - 高等電気学校 École supérieure d'électricité - リヨン・カトリック大学 Université Catholique de Lyon チェコ共和国 - ロストック大学 University of Rostock - オストラバ工科大学 VSB-Technical University of Ostrava - カレル大学 Charles University in Prague ベルギー - ゲント大学 Ghent University ベトナム - ハノイ工科大学 Hanoi University of Science and Technology - ホーチミンシティ 教育大学 Ho Chi Minh City Pedagogical University - ハノイ貿易大学 Hanoi Foreign Trade University - ハノイ商科大学 Hanoi University of Commerce - ハノイ理科大学 Hanoi University of Science 日本 - 明海大学 MEIKAI UNIVERSITY - 長崎外国語大学 NAGASAKI UNIVERSITY OF FOREIGN STUDIES - 山口大学 YAMAGUCHI UNIVERSITY シンガポール - 東亜管理学院 EASB East Asia Institute of Management | フィリピン - フィリピン大学ディリマン校 University of the Philippines, Diliman インドネシア - ヌサンタラ・イスラーム大学 Universitas Islam, Nusantara マレーシア - マルチメディア大学 Multimedia University 中国 - 武漢大学 MEIKAI UNIVERSITY - 南京郵電大学 NANJING UNIVERSITY OF POSTS AND TELECOMMUNICATIONS - 北京大学 PEKING UNIVERSITY - 武漢理工大学 WUHAN UNIVERSITY OF TECHNOLOGY - 華中科技大学 HUAZHONG UNIVERSITY OF SCIENCE & TECHNOLOGY - 復旦大学 FUDAN UNIVERSITY - 北京体育大学 BEIJING SPORT UNIVERSITY - 上海建橋学院 SHANGHAI JIANQIAO COLLEGE - 上海交通大学 SHANGHAI JIAO TONG UNIVERSITY - ハルビン工業大学 HARBIN INSTITUTE OF TECHNOLOGY - 上海中僑職業技術学院 SHANGHAI ZHONGQIAO COLLEGE - 上海中華職業技術学校 SHANGHAI ZHONGHUA COLLEGE - 上海杉達学院 SANDA UNIVERSITY - 上海東海職業技術学院 SHANGHAI DONGHAI VOCATIONAL & TECHNICAL COLLEGE - 上海思博職業技術学院 SHANGHAI SIPO POLYTECHNIC - 上海師範大学天華学院 SHANGHAI NORMAL UNIVERSITY TIANHUA COLLEGE - 上海応用技術学院 SHANGHAI INSTITUTE OF TECHNICAL - 雲南大学 YUNNAN UNIVERSITY - 雲南師範大学 YUNNAN NORMAL UNIVERSITY - 北京科技大学天津学院 TIANJIN COLLEGE, UNIVERSITY OF SCIENCE AND TECHNOLOGY BEIJING - 山東杏林科技職業学院 SHANDONG XINLING VOCATIONAL COLLEGE OF SCIENCE & TECHNOLOGY |